# Juraj Váh
Juraj Vah (vlastním jménem Henrich Herzog, 29. srpna 1925 Žilina, Československo – 3. října 1976 tamtéž) byl dramatik, prozaik a překladatel. Působil pod pseudonymy Chleb, Ján Krimlák, Milan Svoboda, nebo Milan Varinský.
Váh studoval na gymnáziu v Žilině, pak na Slovenské vysoké škole obchodní v Bratislavě, kde svá studia nedokončil. Pracoval jako rozhlasový pracovník, dramaturg Nové scény Slovenského národního divadla v Bratislavě, od 1958 působil ve svobodném povolání v Žilině. V letech 1974–1976 byl pracovníkem Československého rozhlasu v Banské Bystrici. Jako dramaturg byl tvůrcem několika dramatizací podle předloh světových autorů. Stal se autorem prozaických prací, divadelních a rozhlasových her, televizních scénářů, v nichž řešil dramtické konflikty vnitřního světa člověka, zvláště v tzv. krajních situacích ohrožujících život. Zvláštní místo v jeho tvorbě měl detektivní román. Posmrtně vyšel román s válečnou tematikou a sbírka rozhlasových novel. Divadelní kritiky a recenze uveřejňoval v novinách a kulturních časopisech.

## Dílo
- Niekoľko ľudí, Liptovský Mikuláš, 1948
- Osudný návrat, Bratislava, 1969
- Poslední a prví, Bratislava, 1949
- Na počiatku bola nuda, Bratislava, 1959
- Romanca pre flautu, Bratislava, 1975
- Ja, docent Faustík, Bratislava 1980